# Euphorbia lenensis
Euphorbia lenensis là một loài thực vật có hoa trong họ Đại kích. Loài này được Baikov mô tả khoa học đầu tiên năm 1996.